# Maurice Binder
Maurice Binder (Nova Iorque, 25 de agosto de 1925 – Londres, 9 de abril de 1991) foi um artista gráfico e projetista de créditos, mais conhecido por trabalhar em quatorze filmes da série James Bond.

## Biografia
Binder nasceu em Nova Iorque no dia 25 de agosto de 1925, estudando para se tornar um artista. Depois de trabalhar nas áreas de projeto e publicidade de várias companhias, ele conseguiu tornar-se diretor de publicidade da Macy's.
Por sua paixão pelo entretenimento, Binder deixou seu emprego na Macy's e foi trabalhar no cinema, primeiro na Universal Studios e depois na Columbia Pictures. Seu primeiro trabalho foi o de criar os créditos de Indiscreet, de Stanley Donen; ele rapidamente se tornou um grande colaborador de Donen. Seu trabalho em The Grass Is Greener, de 1960, chamou a atenção do produtor Albert R. Broccoli.
Broccoli chamou Binder para trabalhar nos créditos do primeiro filme baseado no personagem James Bond, Dr. No. Além de projetar os créditos principais do filme, ele também criou sua abertura, a sequência do cano da pistola:
| “ | Foi algo que eu fiz às pressas, porque eu tinha de ir a uma reunião com os produtores em vinte minutos. Eu tinha algumas etiquetas de preço e pensei em usá-las como tiros atravessando a tela. Teríamos James Bond andando e depois atirando, nesse momento sangue desce pela tela. Isso foi uns desenhos de vinte minutos que eu fiz, e eles disseram, 'Isso é ótimo!' | ” |

Binder não trabalhou nos créditos dos dois filmes seguintes da franquia, From Russia with Love e Goldfinger, por estar ocupado em outros projetos, com as funções de projetista de créditos sendo desempenhadas por Robert Brownjohn. Depois de Brownjohn ter se desentendido com o produtor Harry Saltzman, Binder foi chamado de volta em Thunderball, continuando com a série pelos vinte e quatro anos seguintes até Licence to Kill.
Binder morreu no dia 9 de abril de 1991, em Londres, devido a um câncer de pulmão. Seu sucessor como projetista dos créditos de Bond foi Daniel Kleinman.